# Pomnik Braterstwo w Českiej Třebovej
Pomnik Braterstwo w Českiej Třebovej – monument w Českiej Třebovej autorstwa Karela Pokornego, przedstawiający czerwonoarmistę jako wyzwoliciela, którego Czech w imieniu narodu serdecznie wita. W Pradze, przy głównym dworcu kolejowym znajduje się kopia pomnika.